# OpenSceneGraph
OpenSceneGraph est un moteur 3D open source employé essentiellement dans le développement d'outils de visualisation et de simulations graphiques. Son utilisation est libre, même au sein de programmes à vocation commerciale, à condition de respecter les termes de la licence LGPL.
Il est entièrement programmé en C++ et construit autour de OpenGL, ce qui lui permet de fonctionner sur une grande variété de systèmes tels que IRIX, Linux, FreeBSD, Mac OS X, Windows, etc.

## Historique
Le projet OpenSceneGraph fut initié en 1998 par Don Burns. Initialement développé sur son temps libre, il créa ensuite en 2001 sa propre société tout en continuant à participer au projet. Entre-temps, Robert Osfield rejoignit l'équipe en 1999 puis le code source d'OpenSceneGraph fut rendu public sous les termes de la licence LGPL en septembre de la même année.

## Utilisations
L'utilisation de OpenSceneGraph est assez répandue dans le domaine de la visualisation graphique, des simulations 3d et de la réalité virtuelle. Quelques jeux vidéo ont également été créés à l'aide de ce moteur 3d. En effet, bien que ce ne soit pas une cible privilégiée, OpenSceneGraph dispose de toutes les fonctionnalités nécessaires.

## Fonctionnalités
- Programmé en C++ et Orienté objet
- Graphe de scène
- Multi-texturing
- Niveaux de détails
- Effets de particules
- Support des shaders
- Police de caractères TrueType
- Intégration possible dans d'autres bibliothèques

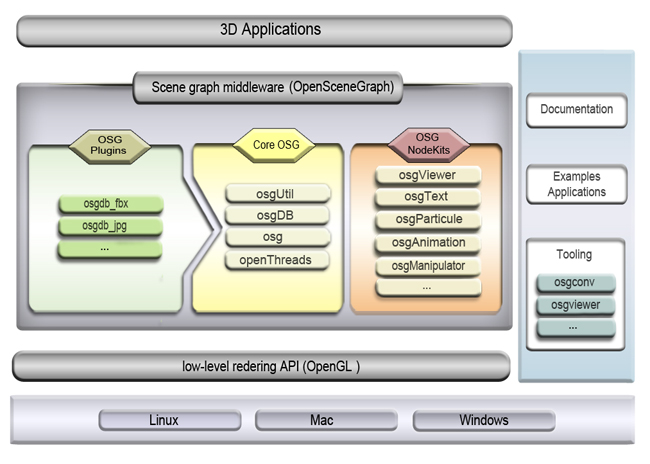
Voici un aperçu de l'architecture d'openscenegraph.

## Versions
| Date            | Version | Commentaire |
| --------------- | ------- | --- |
| 28 août 2017    | 3.4.1   | |
| 12 août 2015    | 3.4.0   | Shader composition, nouvelle librairie pour interface utilisateur (osgUI), displacement mapping, volume rendering, scripting avec Lua |
| 12 août 2015    | 3.2.3   | |
| 4 août 2015     | 3.2.2   | |
| 4 juillet 2014  | 3.2.1   | |
| 24 juillet 2013 | 3.2     | |
| 31 juillet 2011 | 3.0.1   | |
| 28 juin 2011    | 3.0.0   | Support de OpenGL ES 1.1 et OpenGL ES 2.0                                                                                             |
| 8 juin 2011     | 2.8.5   | |
| 11 avril 2011   | 2.8.4   | Compilation avec MS Visual Studio 2010 supportée                                                                                      |
| 5 avril 2010    | 2.8.3   | Support de Mac OS X (Snow Leopard) |

## Documentation
De nombreux exemples d'utilisation de l'API sont fournis.
La documentation Doxygen du projet est disponible à l'adresse suivante ici 